# Postamt Apolda

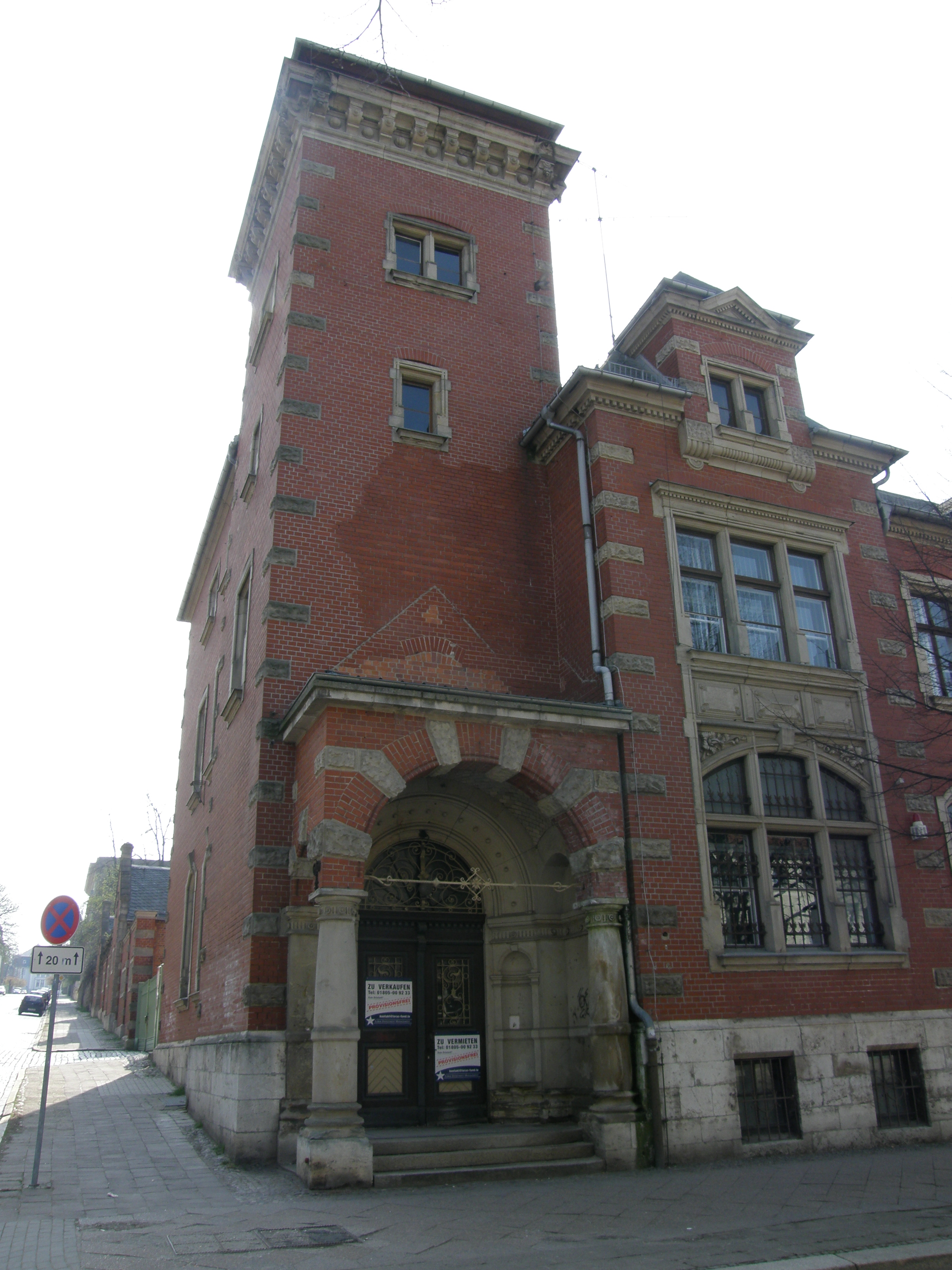
Alte Post, Ecke Herderstraße, 2009

Das ehemalige Postamt Apolda  von 1898 steht in Apolda, der Kreisstadt des mittelthüringischen Landkreises Weimarer Land im Städtedreieck mit Weimar und Jena. In dem unter Denkmalschutz stehenden Gebäude ist heute die Pflegeeinrichtung advita Haus Apolda untergebracht.

## Geschichte
Nach den Akten der Stadt Apolda und des Staatsarchivs Weimar gab es erste Nachrichten über Postbeförderung im 18. Jahrhundert. Ab 1816 galt im Großherzogtum Sachsen-Weimar-Eisenach das Postregal der Thurn-und-Taxis-Post, das 1867 auf das Königreich Preußen überging.
1844 eröffnete der Steuereinnehmer Traugott Reyher die erste Post-Expedition im Haus Markt Nr. 12, gab sie aber bereits nach drei Jahren wieder auf. 1847 übernahm der spätere Postmeister Weidner die Expedition. Aber es folgte noch eine weitere Post-Expedition im Gebäude Alexanderstraße 2, später wurde das dritte Postamt einschließlich der Posthalterei in einem Seitenflügel des ehemaligen Hotels zur Post, Bahnhofstraße 17/19, untergebracht und bis 1898 betrieben.
Unter dem Einfluss der Gründung des Deutschen Zollvereins, dem Anschluss der Stadt an das Thüringer Eisenbahnnetz sowie der Industrialisierung, im Besonderen der Umstellung der Strumpffabrikation auf modische Strick- und Wirkwaren, gingen weiteres Wachstum der Stadt sowie die Errichtung zahlreicher öffentlicher Gebäude einher. Bereits 1862 wurde die erste Telegrafenstation eröffnet.
Die ständige Zunahme der Postdienste in Apolda machte den Neubau eines neuen Postgebäudes erforderlich, mit dessen Planungen die zuständige Oberpostdirektion Erfurt bereits um 1890 begann. In der 59. Sitzung des Deutschen Reichstags am 6. März 1893 berichtet der Vertreter von Apolda, der Abgeordnete Samhammer, über den Standort- und Finanzbedarf. Bewilligt wurde nur die Vergrößerung eines Postgrundstücks mit einem Zuschuss von 108.430 Mark.

## Gebäude
Die Reichspost konnte 1896 das Eckgrundstück Bahnhofstraße / Herderstraße durch Tausch des dritten Postamts erwerben. Mit einem vom Reichstag bewilligten Baukostenzuschuss von 275.000 Mark konnte das neue Postgebäude errichtet werden.
Das Post- und Telegrafenamt, zur Bahnhofstraße mit Untergeschoss, Hochparterre, zweitem Ober- und Dachgeschoss, beidseitigem Giebel und abschließendem achteckigem Turm und mit einem quadratischen Turm mit vorgesetztem Säulenportal als Haupteingang, zur ansteigenden Herderstraße ein dreigeschossiger Seitenflügel als historisierendes verklinkertes Gebäude wurde am 28. September 1898 eingeweiht. Der umlaufende Sockel aus aufgesetzten Sandsteinplatten und Fensterlaibungen sowie Eckverzierungen an Gebäude und vorstehenden Giebel geben eine einladende Aufhellung.
Die Statistik der eingegangenen und  abgegangenen Postsachen zeigt ein weiteres Ansteigen des Postverkehrs:
- 1897: 1.684.670 Stk.  1.581.398 Stk.
- 1898: 1.858.766 Stk.  1.719.874 Stk.

In den folgenden Jahren war der Reichstag bis 1903 mit Petitionen über die Einrichtung eines Zweigpostamts im westlichen Stadtgebiet befasst, die aber nie zur Ausführung kamen.
Während des Zweiten Weltkriegs gab es über Apolda im November 1944 und April 1945 Luftangriffe auf die Stadt, wobei das Postgebäude nur geringfügig beschädigt wurde. Ab 12. April 1945 war die Stadt nach der kampflosen Übergabe bis 1. Juli 1945 von US-amerikanischen Truppen besetzt. Nach den Beschlüssen der Konferenz von Jalta war Apolda seit dem 2. Juli 1945 von sowjetischen Truppen besetzt. Die Kriegsfolgen mit den unterbrochenen Verbindungen von Bahn und Post konnten nur schrittweise behoben werden. Das Postwesen der Stadt kam recht schnell wieder in Gang; man ließ am 12. Juli 1945 Freimarken als Stadtpost Apolda im Wert von 5 (Pf) – grün, 6 (Pf) – violett und 8 (Pf) – orangenbraun mit dem Motiv Apfelbaumstumpf in neuer Blüte drucken, die aber nur bis zum 21. Juli an den Postschaltern verkauft werden durften.
Beim Wiederaufbau des beschädigten Postgebäudes wurden die Turmhelme in verkürzter, einfacher Form wiederhergestellt.
Zum 3. Oktober 1990 wurde im Zuge der Deutschen Wiedervereinigung gemäß Artikel 27 des Einigungsvertrags die Deutsche Post mit der Deutschen Bundespost verschmolzen. Das Apoldaer Postamt wurde in die Deutsche Bundespost eingegliedert und von 1993 bis 1995 noch umfangreich saniert; es war nach der Privatisierung ab 1995 der Deutsche Post AG zugehörig und wurde als Postfiliale betrieben. Das Unternehmen trennte sich bis 2012 allerdings komplett von ihren selbst betriebenen Postämtern und gab den Standort der Post auf, es folgte ein längerer Leerstand. Erst 2017 zeichnete sich eine Nachnutzung ab, die durch erneute umfangreiche Sanierung und Umbau (2018–2019) ermöglicht wurde.
Die Pflegeeinrichtung advita Haus Apolda zug in das ehemalige Postamt mitten in Apolda ein. Hier gibt es heute für Senioren Betreuung und Pflege im Betreuten Wohnen, einer Wohngemeinschaft für Menschen mit Demenz, einer ambulante Intensivpflege-Wohngemeinschaft und einer Tagespflege.